# Gea heptagon
Gea heptagon là một loài nhện trong họ Araneidae.
Loài này thuộc chi Gea. Gea heptagon được Nicholas Marcellus Hentz miêu tả năm 1850.